# Distretto di Na Di
Il distretto di Na Di (in thailandese: นาดี) è un distretto (amphoe) della Thailandia, situato nella provincia di Prachinburi.